# Projekt Artedi
Projekt Artedi är en svensk expertgrupp som bildades i december 1987 med målsättningen att främja forskning, information och bevarandearbete som omfattar mindre kända, skyddsvärda svenska fiskar. Projektet har fått sitt namn från Petrus Artedi, som liknas som "fiskforskningens fader".
I projektet ingår specialister från Naturhistoriska riksmuseet, WWF, Artdatabanken, Fiskeriverket, Naturvårdsverket, Sportfiskarna, och andra specialintresserade personer. Gruppen är expertkommitté åt ArtDatabanken och utarbetar underlag för rödlistor över svenska fiskar.